# NFL sezona 1931.
NFL sezona 1931. je 12. po redu sezona nacionalne lige američkog nogometa.
U sezoni 1931. se natjecalo 10 momčadi. U ligu ulaze Cleveland Indiansi, a iz lige odlaze Minneapolis Red Jacketsi i Newark Tornadoesi. Sezona je počela 13. rujna, a završila je 13. prosinca 1931. Prvacima je treći put zaredom proglašena momčad Green Bay Packersa.

## Poredak na kraju sezone
| Momčad                   | Pob | Por | Ner | %    |
| ------------------------ | --- | --- | --- | ---- |
| Green Bay Packers*       | 12  | 2   | 0   | 85,7 |
| Portsmouth Spartans      | 11  | 3   | 0   | 78,6 |
| Chicago Bears            | 8   | 5   | 0   | 61,5 |
| Chicago Cardinals        | 5   | 4   | 0   | 55,6 |
| New York Giants          | 7   | 6   | 1   | 53,8 |
| Providence Steam Roller  | 4   | 4   | 3   | 50,0 |
| Staten Island Stapletons | 4   | 6   | 1   | 40,0 |
| Cleveland Indians        | 2   | 8   | 0   | 20,0 |
| Brooklyn Dodgers         | 2   | 12  | 0   | 14,3 |
| Frankford Yellow Jackets | 1   | 6   | 1   | 14,3 |

Napomena: * - proglašeni prvacima, % - postotak pobjeda

## Vanjske poveznice
- Pro-Football-Reference.com, statistika sezone 1931. u NFL-u